# Segonzacia mesatlantica
Segonzacia mesatlantica (Williams, 1988) é uma espécie de caranguejo da família Bythograeidae,  dos campos hidrotermais de grande profundidade da Dorsal Mesoatlântica.